# Citroenessence
Citroenessence is een soort sap dat gebruikt wordt in taarten of cakes. Meestal staat het niet op de verpakking van kant-en-klaar gekochte taart, cake of gebak. Citroenessence is een zuur sap dat wordt geperst uit een citroen. Soms zitten er andere toevoegingen bij.